# ロース石

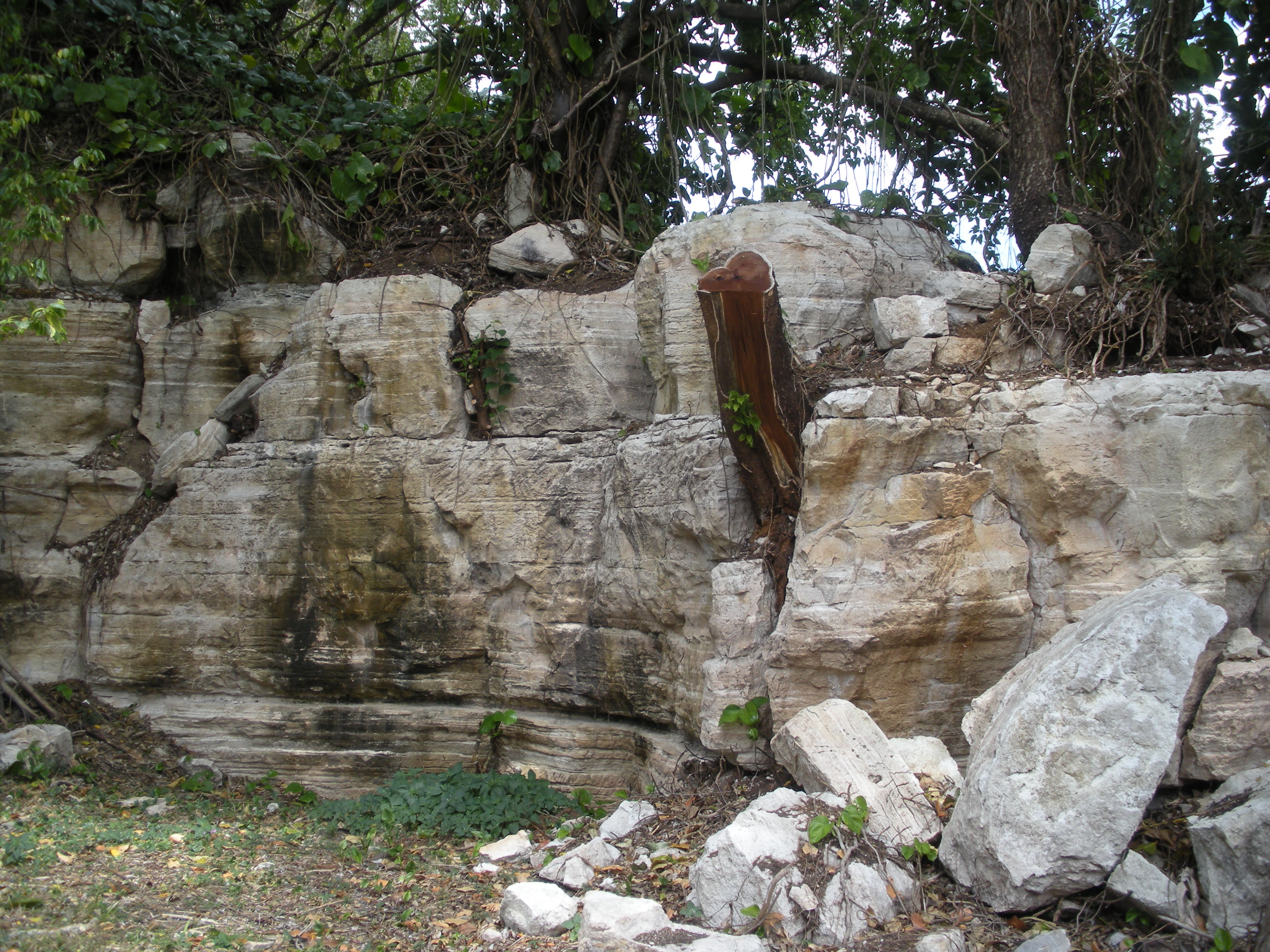
「ロース石」の露頭。母島、沖村集落

ロース石（ロースいし）は、小笠原諸島の母島でかつて産出されていた石材。

## 概要
江戸時代末期に母島に居住していたドイツ系住民フレデリッキ・ロルフスラルフが発見し、後に移住してきた日本人に利用方法を伝えたことから、ロース石の名がついた。凝灰岩質で、耐火性に優れ加工がしやすいことから建材のほかかまど、七輪、石臼、流し台などに加工されて用いられてきた。

## 保存
かつて島の特産品であった砂糖の収容庫や郵便局、農協などに用いられてきた建物がロース記念館として保存されている。また、船客待合室の壁には再利用したロース石が張られている。